# فرودگاه دونالسون سنتر
فرودگاه دونالسون سنتر (به انگلیسی: Donaldson Center Airport) یک فرودگاه همگانی بهره‌برداری هوایی با کد یاتا GDC است که یک باند فرود بتن دارد و طول باند آن ۲۴۳۸ متر است. این فرودگاه در کشور ایالات متحده آمریکا قرار دارد و در ارتفاع ۲۹۱ متری از سطح دریا واقع شده‌است.